# Aigle Noir Athlétique Club
L'Aigle Noir Athlétique Club (en català Àligues Negres Atlètic Club) és un club de futbol haitià de la ciutat de Port-au-Prince.

## Palmarès
- Coupe Vincent: [4]
  - 1960
- Campionat Nacional: [4]
  - 1996, 2005-06 Cl, 2005-06 Tr
- Copa haitiana de futbol: [5]
  - 2010-11
- Campionat de Port-au-Prince de futbol: [4]
  - 1943, 1952-53, 1955, 1959, 1970